# Santander de Quilichao (ort)
Santander de Quilichao är en ort i Colombia.   Den ligger i departementet Cauca, i den västra delen av landet, 300 km sydväst om huvudstaden Bogotá. Santander de Quilichao ligger 1 062 meter över havet och antalet invånare är 40 798.
Terrängen runt Santander de Quilichao är kuperad söderut, men norrut är den platt. Runt Santander de Quilichao är det ganska tätbefolkat, med 160 invånare per kvadratkilometer. Santander de Quilichao är det största samhället i trakten. Omgivningarna runt Santander de Quilichao är en mosaik av jordbruksmark och naturlig växtlighet.